# Miś Uszatek (postać)
Miś Uszatek – postać fikcyjna, antropomorficzny pluszowy miś. Początkowo był bohaterem opowiadań pisarza Czesława Janczarskiego z ilustracjami Zbigniewa Rychlickiego. Na ekranie pojawił się po raz pierwszy w krótkometrażowym filmie animowanym Miś Uszatek (1962). Największą popularność i rozgłos zyskał jednak jako bohater serialu animowanego Przygody Misia Uszatka, emitowanego w latach 1975–1987.

## Opis postaci
Miś Uszatek jest najbardziej znany i najpełniej wpisał się w powszechną świadomość w wersji z serialu animowanego. Jest to brązowy antropomorficzny pluszowy miś. Mieszka sam w domku, ubiera się jak człowiek i chodzi do przedszkola. Jego przyjaciółmi są m.in. Prosiaczek, Króliczki, Zajączek i pies Kruczek. Z nimi przeżywa liczne przygody.
Miś z opowiadań Czesława Janczarskiego, narysowany przez ilustratora Zbigniewa Rychlickiego, różni się nieco, wyglądem od najbardziej znanej postaci z serialu animowanego oraz od postaci z filmu z 1962 roku. Tam jednak także jest to brązowy miś.
Cechą charakterystyczną Uszatka jest klapnięte lewe ucho. W opowiadaniu Czesława Janczarskiego jest wyjaśnione, że miś miał klapnięte ucho, ponieważ bardzo długo siedział na półce w sklepie z zabawkami, gdzie długo nikt go nie chciał kupić. Nabyło go dopiero rodzeństwo Jacek i Marysia. Z kolei w serialu animowanym Uszatek, zapytany przez przyjaciół dlaczego ma klapnięte ucho odpowiada, że nie wie. Jacek i Marysia w tej wersji nie występują. W filmie z 1962 roku Miś nie ma w ogóle klapniętego ucha.

## Miś Uszatek jako postać literacka
Postać ta powstała 6 marca 1957 roku jako dzieło pisarza Czesława Janczarskiego oraz ilustratora Zbigniewa Rychlickiego. Początkowo opowiadania o Misiu Uszatku publikowane były w pisemku dla dzieci „Miś”, którego był patronem. Imię Uszatkowi nadały dzieci w wyniku konkursu.
W 1960 roku autorzy opublikowali pierwszą książkę pod tytułem Przygody i wędrówki Misia Uszatka, która zawierała opowiadania częściowo publikowane wcześniej w czasopiśmie „Miś”. W kolejnych latach ukazały się jeszcze cztery tomy. Były to:
- Nowi przyjaciele Misia Uszatka (1963)
- Gromadka Misia Uszatka (1964)
- Bajki Misia Uszatka (1967)
- Zaczarowane kółko Misia Uszatka (1970)[4]

Książki cieszyły się duża popularnością wśród dzieci. Tłumaczone były również na obce języki.
W 2016 roku wydawnictwo Nasza Księgarnia, by uczcić 60. urodziny tej postaci (przypadające na 2017 rok), opublikowało książkę Miś Uszatek, zawierającą wcześniej opublikowane tomy opowiadań z kompletem ilustracji.

## Miś Uszatek jako postać z filmów i seriali animowanych

### Film z 1962
W 1962 roku Studio Małych Form Filmowych „SE-MA-FOR” wyprodukowało pierwszy animowany film lalkowy o przygodach Misia Uszatka. Reżyserem był Lucjan Dembiński. Miś wystąpił w nim bez znanych z późniejszego serialu o jego przygodach atrybutów: legendarnej piżamki i klapniętego uszka. Nic też nie mówił.
Fabuła była nieskomplikowana. Tytułowy bohater opuszcza sklep z zabawkami i wyrusza w podróż, trwającą cztery pory roku. Spotyka bałwanka, stracha na wróble, wiewiórkę. Każdemu z nich w czymś pomaga. Po wyprawie udaje się spać na utkanym z pajęczej sieci hamaku.
Film nie był dobrze przyjęty przez widzów, dlatego na kilka lat zawieszono projekt.

### Serial lalkowy

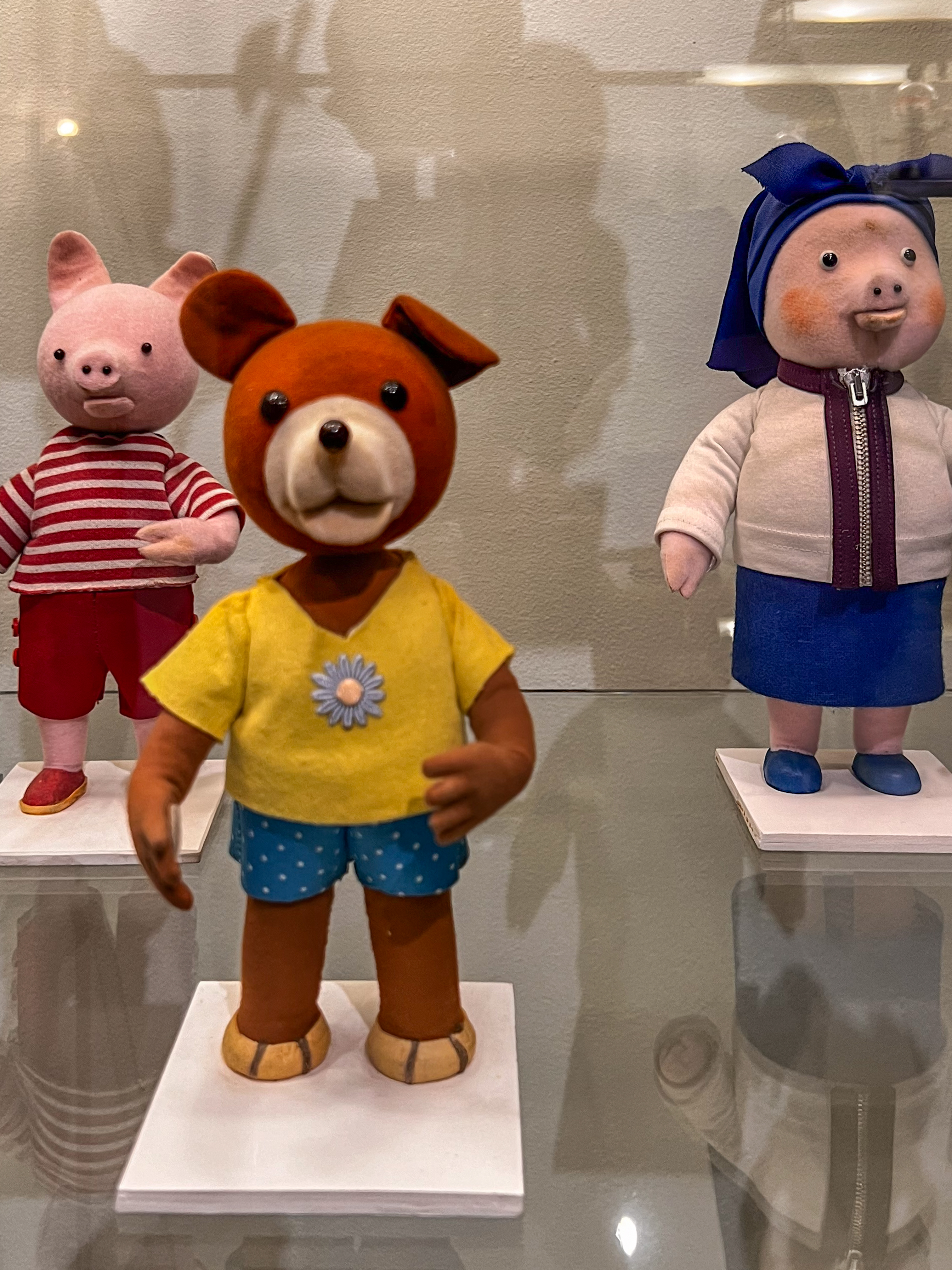
Miś Uszatek (na pierwszym planie)

W 1975 roku Studio Małych Form Filmowych „SE-MA-FOR” na zlecenie Telewizji Polskiej, rozpoczęła produkcję lalkowego serialu z Uszatkiem w roli głównej. Pierwotnie tytuł miał brzmieć Przygody Misia Uszatka. Tym razem miś mówił. Głosu postaci użyczył Mieczysław Czechowicz. Autorem scenariusza był Janusz Galewicz, występujący też pod pseudonimem Łukasz Czerwiec.
Serial okazał się ogromnym sukcesem idealnie wypełniając lukę, jaką był brak filmów dla dzieci w wieku przedszkolnym. Dzieciom nietrudno było identyfikować się z Uszatkiem, który – z jednej strony przypominał on dostępną wszystkim pluszową zabawkę, a z drugiej – był „poważnym” partnerem, kolegą z przedszkola. Był przy tym bohaterem na wskroś współczesnym – nie tylko w zachowaniu się czy w języku, ale i w ubiorze, o co dbał zawsze projektant Zbigniew Rychlicki.
Popularność serialu napędzała produkcję. W szybkim tempie powstawały kolejne odcinki. Do 1987 roku powstały 104 odcinki serialu, co pozwoliło mu zająć drugie miejsce w rankingu produkcji ówczesnych filmów animowanych. Odcinki z Misiem Uszatkiem w roli głównej stanowiły materiał na pełne dwa lata cotygodniowej emisji dobranocek w TVP.
Telewizja Polska, finansująca serial zdecydowała o zakończeniu realizacji I części serialu w 1979 r. W tym czasie w studio przygotowano produkcję czterech kolejnych odcinków. Zostały one ukończone w 1980 roku pod ogólnym tytułem Nowe przygody Misia Uszatka z przeznaczeniem do kin na seanse „porankowe” dla dzieci. W filmach tych Miś nie żegnał dzieci w piżamce i nie było końcowej, dobranockowej piosenki.
W piosence początkowej zamiast słów „Dobry wieczór, na dobranoc Miś Uszatek wita was” widzowie mogli usłyszeć „Kto pamięta moje imię, Kto zapomniał? Powiem wam”.
Produkcja została sfinansowana z pieniędzy otrzymanych przez Studio z Ministerstwa Kultury. Później kontynuowano produkcję serialu telewizyjnego do roku 1987.
Serial o Uszatku jest najlepiej sprzedającym się za granicą produktem Telewizji Polskiej. Serial emitowano w ponad 20 krajach. W Finlandii Uszatek nazywa się „Nalle Luppakorva”, w Słowenii „Medvedek Uhec”, w Katalonii „L’osset Faluc”, w Macedonii „Meczeto Uszko”, w Holandii „Teddy Hangoor”, na Słowacji „Macko Uško”, na Węgrzech „Füles Mackó”, a w Portugalii „O Urso Teddy”. Miś Uszatek zagościł także na ekranach japońskich jako „Oyasumi Kuma-chan” (おやすみクマちゃん).
W dwóch krajach – Słowenii i Finlandii – licencje na emisję filmu odnawiane są co dwa lata, co oznacza, że serial jest nadawany bez przerwy od wielu lat. Co tydzień dzieci z tych krajów mogą obejrzeć jeden odcinek.
Program emitowano także w języku białoruskim na antenie Biełsat TV, stacji telewizyjnej TVP skierowanej na rynek białoruski.

### Film kinowy
W marcu 2016 roku zapowiedziano realizację pełnometrażowego filmu o przygodach Misia Uszatka, który miał przedstawiać losy Misia zanim ten zaczął opowiadać dzieciom bajki na dobranoc. Scenariusz pisał Piotr Jasek. Do realizacji filmu, jednak nie doszło ze względów finansowych, pomimo zapowiadanej gwiazdorskiej obsady w dialogach.

## Gry komputerowe
Firma Forever Entertainment S.A. wyprodukowała serie przygodowych gier komputerowych z Misiem Uszatkiem (tytuł angielski – Teddy Floppy Ear). Na serię składają się:
- Miś Uszatek płynie kajakiem
- Miś Uszatek: Wyścigi gokartów
- Miś Uszatek: Przygoda w górach
- Miś Uszatek: Letnia szkoła matematyki
- Miś Uszatek: Przygoda z liczeniem
- Miś Uszatek: Przygoda z porami roku[16]

## Odniesienie w kulturze i życiu codziennym
Imię Uszatka nosi wiele polskich przedszkoli m.in. w Poznaniu, Piotrkowie Trybunalskim czy Pabianicach.
24 października 2009, w ramach projektu Łódź Bajkowa, przy ulicy Piotrkowskiej w Łodzi odsłonięto pomnik Misia Uszatka oraz wyemitowano dukata „Łódkę”, którego głównym motywem graficznym jest Uszatek.
W czerwcu 2010 roku Mennica Polska na zlecenie wyspy Niue, terytorium stowarzyszonego z Nową Zelandią, wybiła 8000 sztuk monet jednodolarowych z wizerunkiem Misia Uszatka i jego przyjaciół. Moneta wchodzi w skład serii Bohaterowie kreskówek emitowanej na wyspie Niue. Wykonano ją ze srebra.